# Heinz-Eugen Schramm
  Heinz-Eugen Schramm (* 22. Dezember 1918 in Ulm; † 22. Dezember 1998 in Tübingen) war ein deutscher Autor und Herausgeber. Er veröffentlichte Bücher, die überwiegend mundartlich geprägt sind und geographischen Bezug zum alemannisch-schwäbischen Sprachbereich aufweisen. Schramm war Herausgeber des Schwäbischen Heimatkalenders.

## Leben
Schramm studierte in Tübingen, wo er Mitglied der Turnerschaft Hohenstaufia wurde. 1952 wurde er dort mit einer Arbeit über den Mundartdichter Michel Buck zum Dr. phil. promoviert. Er veröffentlichte 1966 eine Arbeit, „worin der sogenannte ‚schwäbische Gruß‘ auf vorchristlichen Abwehrzauber zurückgeführt wird“.

### Götz-von-Berlichingen-Academie
In den 1960er Jahren gründete Schramm „zur Erforschung und Pflege des Schwäbischen Grußes“ eine Götz-von-Berlichingen-Academie. Diese gab zwischen 1962 und 1993 als Intelligenzblatt für ihre Mitglieder Jahreshefte „Die Eiserne Hand“ heraus, in denen Er-Götzliches rund um den Schwäbischen Gruß berichtet wurde. Mindestens ein Jahrestreffen der Mitglieder wurde in Krautheim „am Ort des Geschehens“ durchgeführt.
Ein prominentes Mitglied war der Bundestagsabgeordnete Gustav von Gemmingen, von dem Schramm meinte, „es wäre sehr gut, wenn Herr von Gemmingen in Bonn etwas dazwischenhauen und die Leute mit diesem Zitat schockieren würde. In netter Form, natürlich,“ denn „es wäre kein Fehler, wenn der Geist Götzens auch den Bundestag durchwehen würde.“ Schramm hielt bei der Taufe von dessen Sohn auf den Namen Götz die Taufrede.

## Publikationen

### Als Autor
- Ein schwäbischer Gruss. Schlichtenmayer, Tübingen 1963
- Geschenk der Stunde. Frieling, Berlin 1995, ISBN 3-89009-816-9.
- Jockele sperr!!! Körner, Gerlingen 1968
- Kaum zu glauben .... Knödler, Reutlingen 1980, ISBN 3-87421-091-X.
- L. m. i. A. Schlichtenmayer, Tübingen 1960/1961
- L. m. i. A. – Des Ritters Götz von Berlichingen denkwürdige Fensterrede. Körner, Gerlingen 1967
- Magscht mi? Bonz, Stuttgart 1968
- Mariele, komm! Bonz, Stuttgart 1956
- Michel Buck als Mundartdichter. Verlag des Schwäbischen Albvereins, Stuttgart 1956
- Maultasche. Bonz, Stuttgart 1966
- Moinscht, mögscht Mooscht? Bonz, Stuttgart 1969
- Schwäbisch für Reingeschmeckte. Weidlich, Frankfurt am Main 1977, ISBN 3-8035-8586-4.
- Schwäbisch für Reingeschmeckte und auch für Eingeborene. Goldmann, München 1979, ISBN 3-442-26520-7.
- Schwäbische Musenküsse. Goldmann, München 1978, ISBN 3-442-26509-6.
- Wenn der Mumpitz Eier legt. Hess, Ulm 1970
- Wia mr’s nemmt. Knödler, Reutlingen 1976, ISBN 3-87421-060-X.

### Als Herausgeber
- Mit Heinz-Eugen Schramm: Späth, Christian, Volksgedichte. Verlag Tübinger Chronik, Tübingen 1988, ISBN 3-9801276-2-1.
- … Er kann mich hinden lekhe … Knödler, Reutlingen 1987, ISBN 3-87421-150-9.
- Der Witz der Schwaben, Desch, München 1971, ISBN 3-420-07161-2.
- Typisch schwäbisch. Weidlich, Frankfurt am Main 1983, ISBN 3-8035-1187-9.
- Schwaben, wie es lacht. Weidlich, Frankfurt a. M. 1970, ISBN 3-8035-0549-6.
- Schwäbische Musenküsse. Weidlich, Frankfurt (am Main) 1972, ISBN 3-8035-0559-3.
- Mit dem Schwäbischen Gruss durch die Welt. Körner, Gerlingen 1971
- G[arantiert]-w[aschecht]. Schlichtenmayer, Tübingen 1961
- G.-W. [Gogen-Witze]. Schlichtenmayer, Tübingen 1959
- … in Tübingen Student. Schlichtenmayer, Tübingen 1954